# Монтезума (Індіана)
Монтезума (англ. Montezuma) — місто (англ. town) в США, в окрузі Парк штату Індіана. Населення — 921 особа (2020).

## Географія
Монтезума розташована за координатами 39°47′28″ пн. ш. 87°22′10″ зх. д. / 39.79111° пн. ш. 87.36944° зх. д. (39.791137, -87.369398).  За даними Бюро перепису населення США в 2010 році місто мало площу 1,56 км², уся площа — суходіл.

## Демографія
Згідно з переписом 2010 року, у місті мешкали 1022 особи в 417 домогосподарствах у складі 274 родин. Густота населення становила 657 осіб/км².  Було 514 помешкання (331/км²).
Расовий склад населення:
| - 96,1 % — білих - 0,5 % — азіатів - 0,4 % — корінних американців - 0,2 % — чорних або афроамериканців - 1,6 % — осіб інших рас |

До двох чи більше рас належало 1,3 %. Частка іспаномовних становила 4,3 % від усіх жителів.
За віковим діапазоном населення розподілялося таким чином: 26,8 % — особи молодші 18 років, 58,2 % — особи у віці 18—64 років, 15,0 % — особи у віці 65 років та старші. Медіана віку мешканця становила 38,5 року. На 100 осіб жіночої статі у місті припадало 102,0 чоловіків;  на 100 жінок у віці від 18 років та старших — 101,1 чоловіків також старших 18 років.
Середній дохід на одне домашнє господарство  становив 40 219 доларів США (медіана — 36 136), а середній дохід на одну сім'ю — 43 057 доларів (медіана — 40 625). За межею бідності перебувало 30,4 % осіб, у тому числі 54,2 % дітей у віці до 18 років та 1,4 % осіб у віці 65 років та старших.
Цивільне працевлаштоване населення становило 383 особи. Основні галузі зайнятості: виробництво — 28,5 %, роздрібна торгівля — 13,1 %, оптова торгівля — 11,5 %, освіта, охорона здоров'я та соціальна допомога — 10,4 %.